# Mbockejikijem
Mbockejikijem (ou Mboke Jikejem) est une localité du Cameroun située dans la commune d'Oku (Elak-Oku) et le département du Bui.

## Population
Lors du recensement de 2005, on a dénombré 4 475 personnes, soit 2 321 femmes et 2 154 hommes.